# Шульце-Бойзен, Харро
Хайнц Харро Макс Вильгельм Георг Шульце-Бойзен (нем. Heinz Harro Max Wilhelm Georg Schulze-Boysen; 2 сентября 1909, Киль — 22 декабря 1942, Берлин) — обер-лейтенант люфтваффе, противник нацизма, немецкий агент советской разведки. Агентурный псевдоним — «Старшина».

## Биография
Родился в 1909 году в семье Эриха Эдгара Шульце и Марии-Луизы Бойзен в Киле. Его отец был кадровым морским офицером, имел чин фрегаттен-капитана (капитан 2-го ранга). Харро был внучатым племянником и крестником гросс-адмирала Альфреда фон Тирпица, личного друга кайзера Вильгельма II и создателя доктрины германского военно-морского флота.
В 1922 году переехал в Дуйсбург. В 1923 году гимназистом участвовал в подпольной деятельности против французской оккупации Рейнской области и был несколько раз арестован оккупационными властями. В 1928 году после окончания гимназии стал членом национально-либерального Ордена германской молодёжи. Некоторое время был также членом Чёрного фронта Отто Штрассера.
В 1928—1931 годах изучал юриспруденцию в университетах Фрайбурга и Берлина.
В 1931 году во время поездки во Францию испытал на себе влияние левых интеллектуалов. В 1932 году приступил к изданию леволиберального журнала «Дер гегнер» («Противник»). Разочаровавшись в либеральных и консервативных партиях, стал интересоваться советской системой.
20 апреля 1933 года редакция журнала «Противник» была разгромлена отрядом СА, а члены редакции заключены в особый лагерь 6-го штандарта СС. В период заключения Шульце-Бойзен испытал на себе побои и издевательства.
В мае 1933 года в Варнемюнде он начал обучение на пилота и с 1934 года работал в отделе связи имперского министерства авиации.
26 июля 1936 года женился на Либертас Хаас-Хайе; мать невесты, урождённая графиня цу Ойленбург унд Хертефельд, была соседкой по имению и близкой знакомой Германа Геринга, который стал свидетелем со стороны невесты на свадьбе Харро и Либертас в Либенбергском дворце. Благодаря покровительству Геринга Шульце приняли на службу в министерство авиации без обычной проверки спецслужб на политическую благонадёжность.
С 1935 года он собрал вокруг себя круг антифашистов левой ориентации, распространявший листовки против диктатуры. К этому же периоду относятся и его контакты с антинацистской группой Арвида Харнака, к которой принадлежали более 60 противников режима. Они распространяли листовки, писали на стенах антинацистские лозунги, поддерживали преследуемых. Узкий круг собирал и передавал информацию советской разведке НКВД. Однако с июня 1938 по сентябрь 1940 года связь с ней прервалась в результате чисток в аппарате НКВД. В сентябре 1940 года заместитель резидента легальной резидентуры Александр Коротков, работавший 3-м секретарём советского полпредства в Германии, возобновил контакт с группой.

### Во время Второй мировой войны
С декабря 1940 года Шульце-Бойзен передавал через Харнака секретную военную информацию советской разведке, в том числе и данные о подготовке Германии к нападению на Советский Союз. Эта информация оказалась настолько важной, что 15 марта 1941 года Центр приказал Короткову вступить со «Старшиной» (псевдоним Шульце-Бойзена) в прямой контакт и побудить его к созданию самостоятельной агентурной сети.
16 июня 1941 года из Берлина в Москву поступила информация о том, что германская агрессия может начаться с минуты на минуту. Она немедленно была доложена И. В. Сталину и В. М. Молотову. В докладной записке, в частности, сообщалось:

Источник, работающий в штабе германской авиации, сообщает: Все военные приготовления Германии по подготовке вооружённого выступления против СССР полностью закончены, и удар можно ожидать в любое время…
Объектами налетов германской авиации в первую очередь являются: электростанция «Свирь-3», московские заводы, производящие отдельные части к самолётам, а также авторемонтные мастерские.
В военных действиях на стороне Германии активное участие примет Венгрия. Часть германских самолётов, главным образом истребителей, находится уже на венгерских аэродромах…
Источник, работающий в Министерстве хозяйства Германии, сообщает, что произведено назначение начальников военно-хозяйственных управлений «будущих округов» оккупированной территории СССР…
…На собрании хозяйственников, предназначенных для «оккупированной территории» СССР, выступил также Розенберг, который заявил, что «понятие Советский Союз должно быть стёрто с географической карты».

На донесение Сталин наложил следующую резолюцию: «Товарищу Меркулову. Можете послать ваш „источник“ из штаба германской авиации к ёб-ной матери. Это не „источник“, а дезинформатор. И. Ст.».
17 мая 1942 года Харро Шульце-Бойзен и Фриц Тиль организовали акцию протеста против пропагандистской нацистской выставки «Советский рай» в Берлине. На плакатах, расклеенных борцами сопротивления в центре Берлина, было написано «Постоянная экспозиция. — Нацистский рай. — Голод, ложь, гестапо. — Как долго это будет продолжаться?»
В июле 1942 года отделу дешифровки ОКХ удалось расшифровать перехваченную 26 августа 1941 года радиограмму советской военной разведки ГРУ из Москвы в Брюссель, где называлось имя Шульце-Бойзена и его адрес. Это привело к провалу группы и аресту многих её членов. 31 августа гестапо арестовало Шульце-Бойзена, 8 сентября 1942 года была арестована его жена Либертас.
Вальтер Шелленберг в своих мемуарах следующим образом охарактеризовал Шульце-Бойзена:

…Этот фанатик являлся движущей силой всей шпионской организации в Германии. Он не только поставлял секретную информацию для русских, но и развернул активную деятельность в качестве пропагандиста. Так например, однажды в пять часов утра на одной из улиц произошла следующая сцена: Шульце-Бойзен в полной военной форме угрожал застрелить из пистолета одного из своих агентов за то, что тот не выполнил пропагандистского задания на одном из заводов.

19 декабря 1942 года Военный Суд Рейха приговорил Харро Шульце-Бойзена, Либертас Шульце-Бойзен и Арвида Харнака к смертной казни.
22 декабря 1942 года в 19 часов 5 минут Харро Шульце-Бойзен был повешен в берлинской тюрьме Плётцензее, а его жена Либертас Шульце-Бойзен примерно через час гильотинирована.
По свидетельству Шарлотты Поммер, в то время работавшей в лаборатории Германа Стеве, тела казнённых Шульце-Бойзенов и Харнака были переданы Герману Стеве для анатомических исследований.

## Награды
- орден Красного Знамени (06.10.1969, посмертно)[17]

## Память
- В Берлине есть улица имени Шульце-Бойзена.
- В 1964 году выпущена почтовая марка ГДР, посвящённая Харро Шульце-Бойзену.
- В фильме «Сталинград» (1989, режиссер Юрий Озеров) роль Харро Шульце-Бойзена исполнил Гюнтер Юнгханс.
- В сериале «Начальник разведки» (2022) роль Харро Шульце-Бойзена исполнил Йошуа Гроте.